# Eduard Andorfer
Eduard Andorfer (* 12. August 1899 in Graz; † 22. Februar 1973 ebenda) war ein österreichischer Kunsthistoriker.

## Leben
Andorfer maturierte 1917 am Grazer Realgymnasium und machte dann Kriegsdienst in Galizien, Italien und Frankreich. Nach vier Jahren Studium an der Technischen Hochschule Graz wechselte er die Studienrichtung zu Kunstgeschichte und Klassische Archäologie und  wurde 1924 bei Hermann Egger an der Universität Graz mit einer Arbeit zum Bildhauer Veit Königer promovierte. Er arbeitete dann bis 1927 als Bibliothekar am Kunsthistorischen Institut der Universität Graz. Von 1928 bis 1929 war Andorfer als Landeskonservator für Kärnten im Wiener Bundesdenkmalamt tätig. Von 1929 bis 1936 arbeitete er im Landesdenkmalamt für die Steiermark. Andorfer studierte daneben Rechtswissenschaften und promovierte 1935. Seine Tätigkeit als Assistent am Kunsthistorischen Institut endete mit seinem Dienst als Soldat im Zweiten Weltkrieg. Von 1945 bis 1964 leitete Andorfer das Grazer Stadtmuseum. Ab 1952 war Andorfer auch Abteilungsleiter am Universalmuseum Joanneum.
Andorfer kuratierte u. a. Ausstellungen zu Alexander Girardi (1950), zu Hugo Wolf (1954), zu Österreichisches Theater in Vergangenheit und Gegenwart (1955), zu Grazer Biedermeier und Nachbiedermeier (1958).

## Schriften
- Veit Königer und seine Werke (= Beiträge zur Kunstgeschichte Steiermarks und Kärntens Band 1). U. Moser, Graz 1925.
- Alte steirische Schmiedeeisentüren. In: Blätter für Heimatkunde. Jahrgang 15, Graz 1937 (historischerverein-stmk.at).
- Landes-Fremdenverkehrs-Ausstellung 1948 in Graz. Katalog, Steiermärkisches Landesfremdenverkehrsamt, Graz 1948.
- Alexander Girardi. Musik- und Theaterschau. Ausstellung 5. bis 20. Dezember 1950, Stadtmuseum, Graz 1950.
- Das alte Opernhaus am Tummelplatz in Graz. Bau- und Besitzgeschichte. In: Festschrift Julius Franz Schütz. Böhlau, Graz/Köln 1954.
- Zwei Entwürfe des Barockbildhauers Veit Königer. In: Pirchegger-Festschrift (= Zeitschrift des Historischen Vereines für Steiermark. Jahrgang 44). Graz 1955, S. 261–266 (historischerverein-stmk.at).
- Dehio-Handbuch. Steiermark. Die Kunstdenkmäler Österreichs. Eberhard Hempel, Eduard Andorfer; Neubearbeitung von Maria Schaffler, Eberhard Hempel und Eduard Andorfer, 3. neu bearbeitete Auflage, Schroll, Wien/München 1956.
- Antlitz der Stadt Graz einst und jetzt. In: Die Steiermark. Land, Leute, Leistung. Steiermärkische Landesregierung, Graz 1956.
- Das Zunfttypar der Grazer Goldschmiede aus dem Jahre 1633. In: Festschrift W. Sas-Zaloziecky zum 60. Geburtstag. Akademische Druck- und Verlags-Anstalt, Graz 1956.
- Mitarbeit bei der Erzherzog-Johann-Gedächtnisausstellung. Gesamtleitung: Bruno Binder-Krieglstein, Joanneum, Graz 1959.